# Le Deal (film, 2008)
Pour les articles homonymes, voir Le Deal et The Deal.
Pour plus de détails, voir Fiche technique et Distribution.
Le Deal, ou Entente et mésentente au Québec (The Deal), est un film américain réalisé par Steven Schachter, sorti en 2008.

## Synopsis
Charlie Berns, producteur hollywoodien, est arrêté dans une tentative de suicide par son neveu Lionel Travitz venu lui présenter son script sur Benjamin Disraeli. Charlie accepte de faire le film, mais convertit le script du style PBS en un film d'action et d'espionnage moyen oriental, Ben Disraeli: Freedom Fighter, avec la star afro-américaine Bobby Mason, récemment convertie au judaïsme, dans le rôle-titre. Le tournage commence en Afrique du Sud, mais Bobby est enlevé pendant le tournage. Alors que le studio arrête le film, Charlie Berns et Deidre Hearn emmènent l'équipe à Prague et se mettent à tourner le script de Lionel Travitz avec le restant de budget et à l'insu du studio.

## Fiche technique
- Titre original : The Deal
- Titres français : Le Deal
- Titre québécois : Entente et mésentente
- Réalisation : Steven Schachter
- Scénario : William H. Macy et Steven Schachter, d'après le roman de Peter Lefcourt (en)
- Production : Jason Berk, Genevieve Hofmeyr (en), Gary Howsam, Matt Lane, Irene Litinsky, Keri Nakamoto, Michael Prupas, Lewin Webb
- Musique : Jeff Beal
- Photographie : Paul Sarossy
- Montage : Matt Friedman (en) et Susan Maggi (en)
- Décors : Guy Lalande
- Costumes : Dianna Cilliers (it)
- Pays d'origine : États-Unis
- Format : Couleurs - 1,85:1 - Dolby Digital - 35 mm
- Genre : Comédie satirique
- Durée : 100 minutes
- Date de sortie : 22 janvier 2008

## Distribution
Légende : VQ = Version Québécoise
- William H. Macy (VQ : Jacques Lavallée) : Charlie Berns
- Meg Ryan (VQ : Natalie Hamel-Roy) : Deidre Hearn
- LL Cool J (VQ : François L'Écuyer) : Bobby Mason
- Elliott Gould (VQ : Vincent Davy) : Rabbi Seth Gutterman
- Jason Ritter (VQ : Nicolas Charbonneaux-Collombet) : Lionel Travitz
- Fiona Glascott (VQ : Manon Arsenault) : Fiona Hicks
- Sharon Raginiano (he) (VQ : Denis Mercier) : Levi Rosenwald
- John Carson (VQ : Hubert Fielden) : Nigel Bland
- David Hunt (en) : Grier Clark
- Jeremy Crutchley (en) : Ian Chadwick
- Natasha Rees-Davies : Maya
- Aiden Lithgow (VQ : Tristan Harvey) : Skip Miller
- Kate Blumberg (VQ : Christine Séguin) : Linda
- Tere Morris : Catherine Oxenmoor
- Sean Higgs : Hans Bleimer
- Adrian Galley : Andrei
- Nina Shepherd : Melanie Lewis
- Jeanne Neilson (es) : Claire Johnson
- Todd Weeks : Brad Emprin
- George Jackos : Howard Draper
- Neil McCarthy : Glenn
- Jose Domingos : Mark Rovner
- Kenneth Fok : Wing
- Brett Granstaff : Peter the Writer
- Fred Abrahamse : Colin
- Darron Meyer : KGM Agent
- Jaymie Carter : KGM Agent
- Shawn Tanaka : Assistant de Brad
- Anton Voster : Chauffeur de Deidre
- Bernard Fisher : Airport Cop
- Nikki Jackman : Entertainment Reporter
- Christine Adzich : Entertainment Reporter
- Jean Wingis : Premiere Handler
- Olivia Blumberg : Girl with Camera
- Keren Setton : Girl with Camera
- Vuyisile Pandle : Chauffeur
- Thomas Gumede : George
- George Worthmore : Danny Turner
- Natalie Becker (en) : Gabriella
- Sydney Hall (en) : Assistant de Bobby
- Christopher Clark Gates : Ambassadeur américain
- Leslie Mongezi : Assistant d'ambassade
- John Van Zyl : Entraineur de Bobby
- Tyrone Keogh : Bagel PA
- Susan Lloyd-Roberts : TV Reporter
- Mmatjatji Ramaphala : Camera Assistant
- Mudi Mudau : South African Airways Rep
- Nik Rabinowitz (en) : Lead Carpenter
- Matthew Dylan Roberts : Vladimir
- Julia Anastasopoulos (en) : Camera Assistant
- Peter Vavruch : AD
- William Richard Nasson : House Speaker
- Dawie Ackermann : Homme dans l'avion